# Dandzangijn Narantungalag
Dandzangijn Narantungalag (ur. 29 stycznia 1945) – mongolski biegacz narciarski, olimpijczyk.
Na zimowych igrzyskach olimpijskich w Sapporo wziął udział w biegach na 15 i 30 kilometrów zajmując odpowiednio 56. i 51. pozycję.